# Dodge Tomahawk
Pour les articles homonymes, voir Tomahawk.
La Dodge Tomahawk est un véhicule terrestre monoplace, hybride mi-auto mi-moto.
Ce véhicule conceptuel type moto à quatre roues est présenté pour la première fois au salon automobile nord-américain de Détroit en 2003. La même année, son constructeur, DaimlerChrysler, annonce une production limitée sur commande. Le design saisissant, son moteur à dix cylindres et ses quatre roues étroitement couplées qui lui donnent une apparence de moto, attirent l'attention de la presse et des industriels. Aucun consensus n'a pu être trouvé entre les experts afin de déterminer s'il s'agit ou non d'une vraie moto. Son moteur SRT10 V10 de 8,3 L de cylindrée, développant environ 500 ch, provenant d'une Dodge Viper, est l'élément visuel central de son design Rétro-Art déco. Les deux roues avant et arrière sont suspendues indépendamment et permettent au véhicule de prendre de l'angle dans les virages à la manière d'une moto.
Dodge annonce des vitesses de pointe hypothétiques situées entre 480 et 680 km/h. Ces valeurs théoriques sont contestées, les calculs étant basés sur la puissance et le rapport de transmission final sans tenir compte de la traînée, la résistance au roulement et la stabilité. Le constructeur a déclaré que lors de tests internes, le véhicule n'avait jamais roulé à plus de 160 km/h.
La Tomahawk est parue au catalogue Neiman Marcus au prix de 555 000 $ US. Véhicule non autorisé à la circulation, Dodge a déclaré que les reproductions étaient des « sculptures automobiles », « destinées à être exposées uniquement » et non pleinement opérationnelles.
Pour le vice-président du design de Chrysler, « La philosophie de Dodge est un défi permanent lancé à l'homme pour prendre la vie à bras le corps. La Tomahawk en est l'exemple concret : mélange de passion et d'extrêmes. »

## Début
L'idée d'une moto à moteur de Dodge Viper a commencé avec deux employés de niveau inférieur du groupe Chrysler, Bob Schroeder, un modélisateur de bureau d'études et motocycliste, et Dave Chyz, spécialiste de la construction de véhicules et coureur de dragsters,. Selon le designer Mark Walters, la question posée était : « Et si nous avions un moteur de Viper et un châssis de Champion ? Quelque chose comme une Boss Hoss », résultant en une cylindrée cinq fois supérieure à celle d'une Harley-Davidson typique,. La moto avec la plus grande cylindrée produite en série est la Triumph Rocket III de 2,3 litres très loin du moteur Viper de 8,3 litres,. La seule moto avec une cylindrée comparable à celle de la Tomahawk, la Millyard Viper V10, utilise le même moteur V10 de voiture. Il s'agit d'une moto unique créée en 2009 pour rivaliser avec la Tomahawk après qu'Allen Millyard (en) a été déçu par une course de vitesse avec la Tomahawk au Goodwood Festival of Speed au Royaume-Uni,.
Schroeder et Chyz ont présenté la proposition au vice-président principal de la conception, Trevor Creed, qui a initialement déclaré : « Nous ne construisons pas de motos », mais a tout de même permis la création de croquis de conception, qui étaient suffisamment « époustouflants » pour convaincre Creed. Ils ont finalement porté l'idée à Freeman Thomas, vice-président de la conception avancée de DaimlerChrysler, qui a chargé Walters de se joindre au projet. Estimant qu'une seule roue aurait l'air mince à côté du moteur, Thomas a suggéré d'utiliser deux roues avant et arrière, design inspiré des Light Cycles à quatre roues du film Tron,. Walters s'attendait à une mauvaise réception auprès des motards de ce fait, mais il a estimé qu'un look unique était plus important, et qu'un design avec une seule roue devant et derrière le moteur paraîtrait trop déséquilibré ; il déclara qu'il aimerait voir réalisé le design à deux roues pour comparaison. Au printemps 2002, Walters avait préparé une présentation de conception à grande échelle, avec des croquis le long d'un mur de 6,1 m et a emprunté un moteur de Viper reposant sur un support moteur avec deux roues placées en avant et en arrière comme aide visuelle. Cela a été présenté au directeur de l'exploitation du groupe Chrysler, Wolfgang Bernhard, et au PDG, Dieter Zetsche, qui ont donné leur approbation immédiate,.

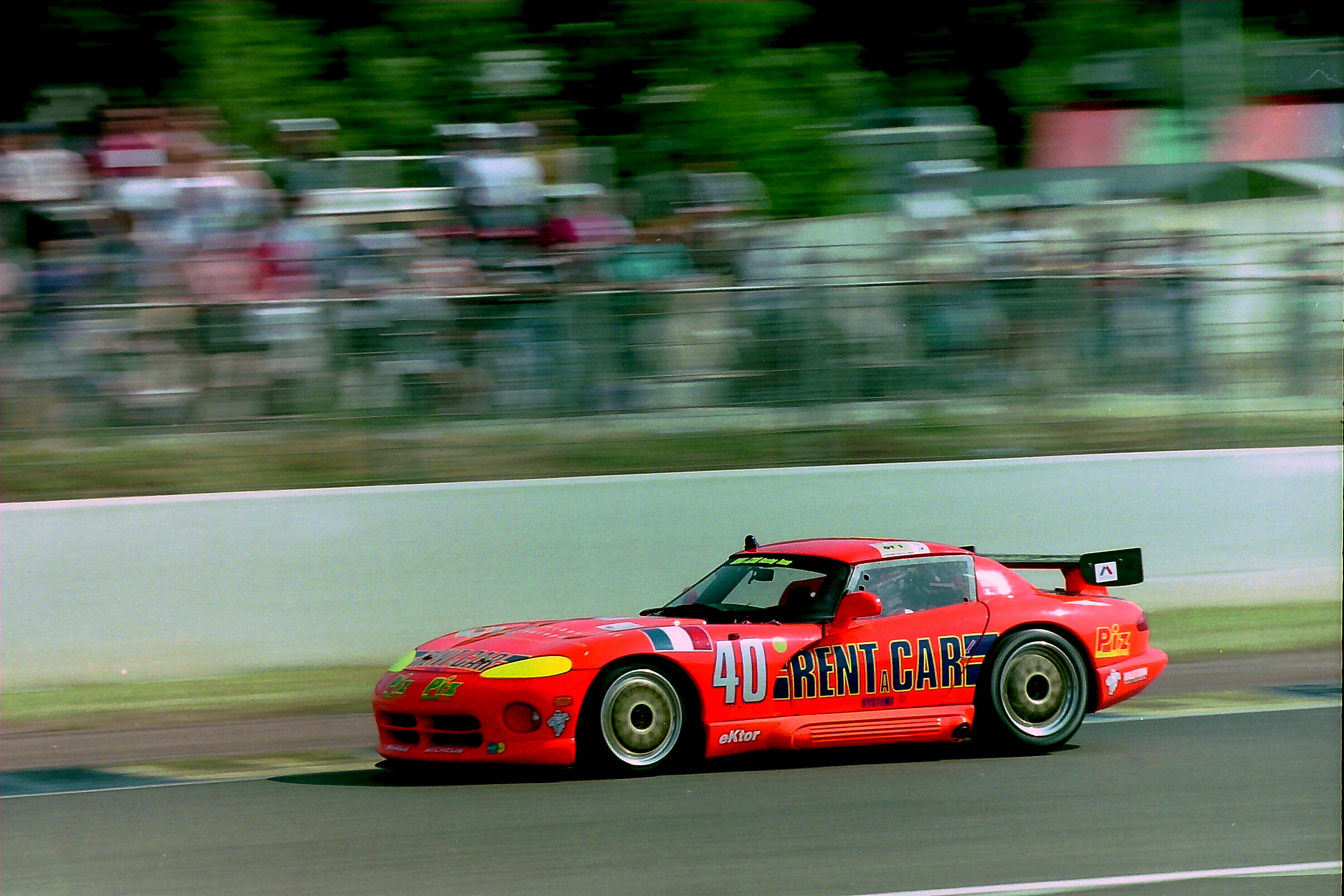
Dodge Viper RT/10 racing aux 24 Heures du Mans 1994.
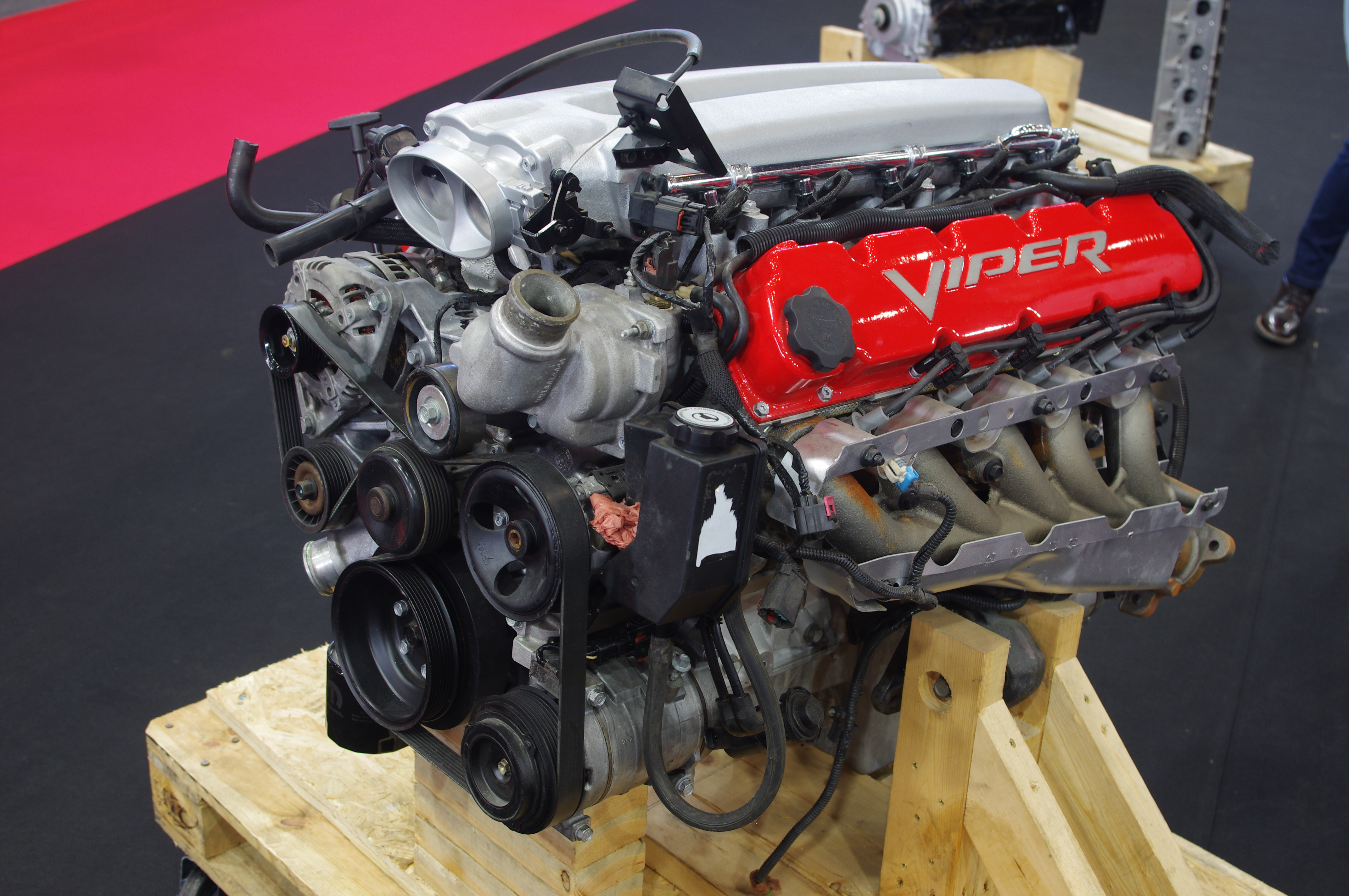
Moteur SRT10 V10 8,3 L.

## Conception

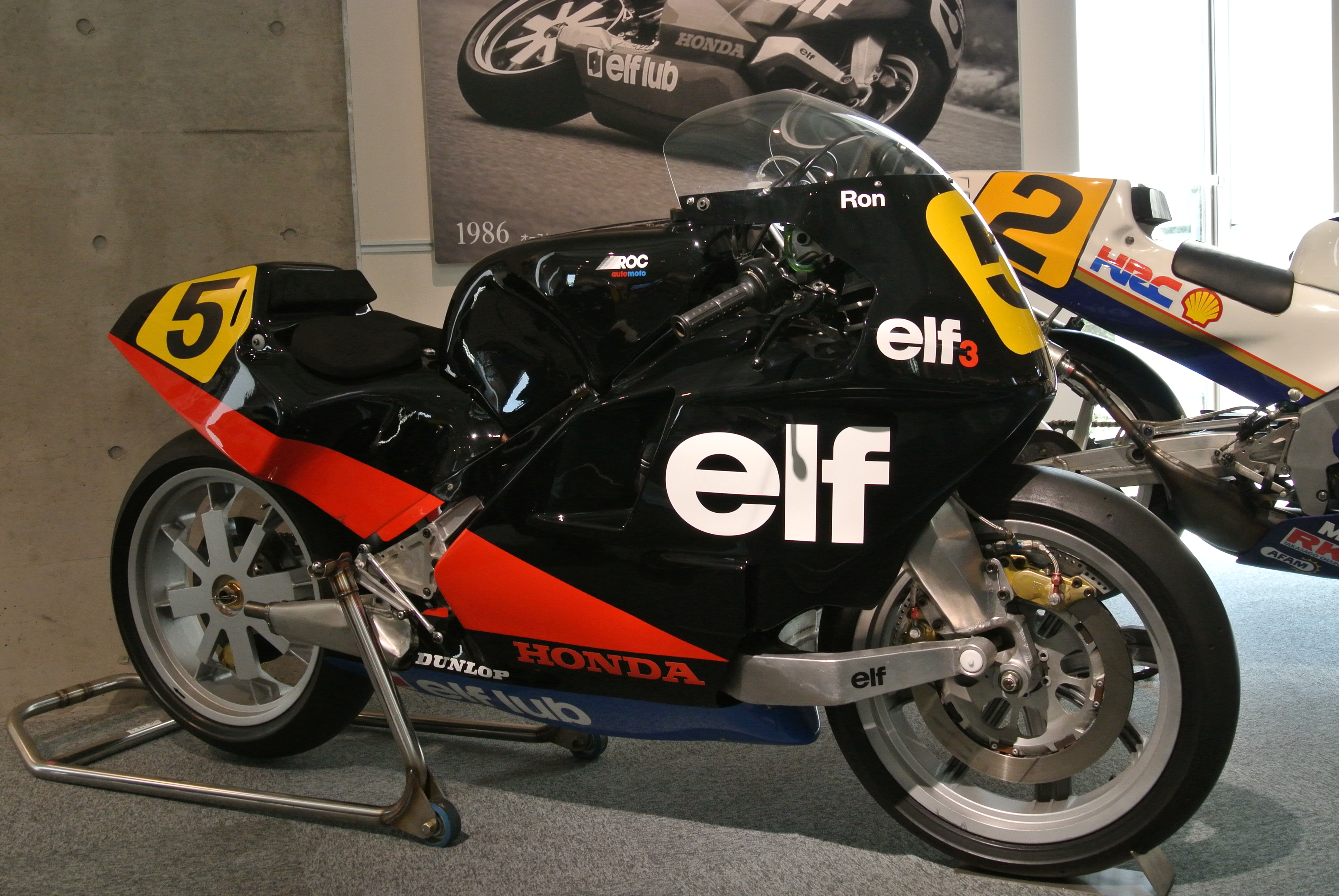
Honda Elf 3 1986 avec direction à moyeu central, dans le hall de la collection Honda.

La conception a été l'œuvre du designer du personnel de Chrysler, Mark Walters, qui a construit le véhicule autour du moteur V10 8,3 litres (510 pouces cubes) de la Dodge Viper. Une fois approuvé par Bernhard et Zetsche pour construire non seulement une maquette à grande échelle, mais un « concept car » roulant et fonctionnel, le processus de conception et de fabrication a pris six mois. L'ingénierie, ainsi que la fabrication, ont été sous-traitées à RM Motorsports, un magasin spécialisé de Wixom, dans le Michigan, qui fabrique des pièces uniques pour les voitures de course rares et anciennes,. Walters a déclaré que Kirt Bennett de RM s'était chargé de faire des croquis de Walters une réalité qui était mécaniquement correcte. Les premiers croquis de Walters avaient une suspension avant qui ressemblait à la direction moyeu-centre d'une moto de course Elf-Honda, à partir de laquelle RM a conçu une nouvelle suspension brevetée à bras oscillant avant et arrière qui permet aux deux roues parallèles de s'incliner ensemble, en gardant les quatre en contact avec le sol et permettant le contre-virage. La Tomahawk était destinée, contrairement à de nombreux concept cars, à être un « véhicule fonctionnel » qui « devait fonctionner » et avoir une apparence finie, car les pièces mécaniques seraient exposées à la vue.
Le moteur V10 avait besoin de plusieurs modifications de conception. Pour positionner le moteur plus bas au sol, le système de lubrification a été changé : le carter humide remplacé par un carter sec, déplaçant le carter situé sous le moteur vers un réservoir situé devant à gauche du moteur. Le radiateur unique de style voiture à l'avant du moteur a été remplacé par deux radiateurs plus petits et installés dans l'espace en forme de V au-dessus du moteur, où l'air de refroidissement est alimenté de force à l'aide d'un ventilateur à courroie provenant d'une Porsche 911.

### Suspension
La Tomahawk a une suspension indépendante sur les quatre roues conçue pour permettre au pilote de contre-braquer et de se pencher dans les virages comme un trois-roues inclinable. Il y a un bras oscillant de style direction centre-moyeu connecté au côté extérieur de chacune des deux roues avant, avec une biellette de direction connectée à l'arbre du guidon. Il y a très peu de plage de braquage de verrouillage à verrouillage, seulement environ 20° de chaque côté du centre, de sorte que le rayon de braquage de la Tomahawk est grand ; « seulement un peu plus serré qu'un SR-71 », a déclaré Jeff Karr du magazine Motorcyclist. Un centre de gravité bas, réalisé en situant le moteur aussi bas que possible par rapport au sol, est destiné à offrir un meilleur contrôle à basse vitesse, et une selle basse permet aux motocyclistes de placer les deux pieds au sol à l'arrêt, pour une plus grande stabilité. Les deux roues arrière ont également chacune un bras oscillant indépendant, mais du côté intérieur, avec un entraînement par chaîne intérieur pour chaque roue. Le conducteur peut engager un verrou de suspension arrière, qui maintient hydrauliquement les positions relatives des deux roues, laissant le véhicule tenir debout tout seul, sans utiliser de béquille latérale,.
Selon la simulation informatique, la suspension permettrait une inclinaison allant jusqu'à 45° avec les quatre roues maintenant le contact avec le sol avant que l'un des bras oscillants ne ripe sur le sol, bien que tenter de faire un virage à des angles aussi extrêmes ne soit pas sûr étant donné le poids de 680 kg de la Tomahawk. Des essais de conduite dans le but de photographier la Tomahawk en action ont révélé qu'il y avait encore des problèmes de stabilité à résoudre, étant donné qu'elle roule, « comme deux motos roulant en formation ultra-proche, couplées au poids de trois motos et à la puissance de quatre motos » selon les mots de Karr, ce qui signifie que « une chute est inévitable ». Bud Bennett, de RM Motorsports, a déclaré que le système d'inclinaison à 45° fonctionnait bien et était en fait stable, annulant les rumeurs selon lesquelles des pilotes d'essai avaient été éjectés de la Tomahawk, et que le seul problème était le rayon de braquage du guidon limité à 18° de la conception originale, rendant les virages serrés impossible. En 2003, RM Motorsports avait travaillé sur des conceptions pour des versions avec un guidon plus large permettant plus de contrôle, et deux ou trois roues au lieu de quatre, rendant une Tomahawk homologuée pour la rue. Bud Bennett a déclaré que chez RM ils pensaient que le guidon plus étroit et à portée limitée et les deux roues avant inutiles au lieu d'une seule ne fonctionneraient pas bien, mais à l'époque, le design n'était « qu'un concept » sans demande anticipée des clients, et en tant que concept car, la Tomahawk a fait « tout ce qu'elle était censée faire, c'est-à-dire pousser le nom de Dodge et célébrer le moteur de la Viper ».

## Fabrication
L'équipe de Bennett de RM a fabriqué sur mesure les composants de la Tomahawk à partir de blocs d'aluminium fraisés. Sous le siège se trouvent deux pièces de 11 kg en alliage qui sont au départ des billettes de 340 kg usinées et polies pour obtenir une finition miroir. Des détails comme les leviers à main et la poignée tournante utilisent des roulements à aiguilles et à billes.

## Débuts au Salon de l'auto de Détroit
La Tomahawk a fait ses débuts à ce que l'Automobile Magazine a appelé le point culminant d'une période d'extravagance croissante au Cobo Hall Detroit Auto Show (officiellement le North American International Auto Show) qui a commencé avec l'expansion du salon en 1986-1987, menant aux débuts éclatants de voitures et de camions toujours plus grands et plus puissants, comme le Hummer H2 en 2000 et la Ford GT40 en 2002. Newsweek a décrit la période comme une « course aux armements de chevaux ».
Le salon de 2003 a eu la plus grande fréquentation de tous les temps, 810 699 visiteurs, et les limites de l'excès de concept ont été poussées plus loin avec la Ford 427 Concept V10 de 7,0 L, qui avait un moteur V8 étendu à la hâte à un dix cylindres en réponse aux rumeurs selon lesquelles Cadillac allait montrer un modèle à moteur V10, qui n'a été surpassé que lorsque le moteur V10 supposé s'est avéré être la Cadillac Sixteen, avec un V16 de 1 000 ch (750 kW) qui pouvait arrêter huit ou douze cylindres à la fois pour économiser du carburant. Pourtant, même ces monstres seraient éclipsés par une présentation encore plus inattendue, la moto V10 de Dodge, dévoilée le lendemain de la Sixteen. En réponse, Chrysler a demandé au cadre de GM, Bob Lutz, qui avait lui-même aidé à concevoir la Viper en 1988 quand il était chez Chrysler, où se trouvait sa moto V16 de mille chevaux, et il a répondu, dans l'esprit ironique de la question, qu'il en avait aucune, pilonnant la table et disant : « Mince, encore déjoués par Chrysler ! »,.
AutoWeek a nommé la Ford 427 « Meilleur concept » et la Cadillac V16 « Meilleure exposition » pour 2003, et les éditeurs ont déclaré qu'ils souhaitaient avoir un prix pour la « Meilleure sculpture automobile » à donner à la moto inattendue qu'ils trouvaient si sympathique. Le jury de 35 journalistes pour le prix du concept car nord-américain de l'année a choisi la General Motors Hy-wire plutôt que la Tomahawk pour le prix du concept car spécialisé de l'année 2003. La Tomahawk a été nommée en 2014 par Automotive News comme l'une des « 10 présentations les plus mémorables au monde »,. Dans les années qui ont suivi l'entrée de la Tomahawk, le Salon de l'auto de Détroit est devenu de plus en plus modeste et la bataille des constructeurs automobiles pour se surpasser avec des voitures de rêve révolutionnaires s'est estompée dans les années qui ont précédé la crise de l'industrie automobile de 2008 et la reprise plus prudente qui a suivi.

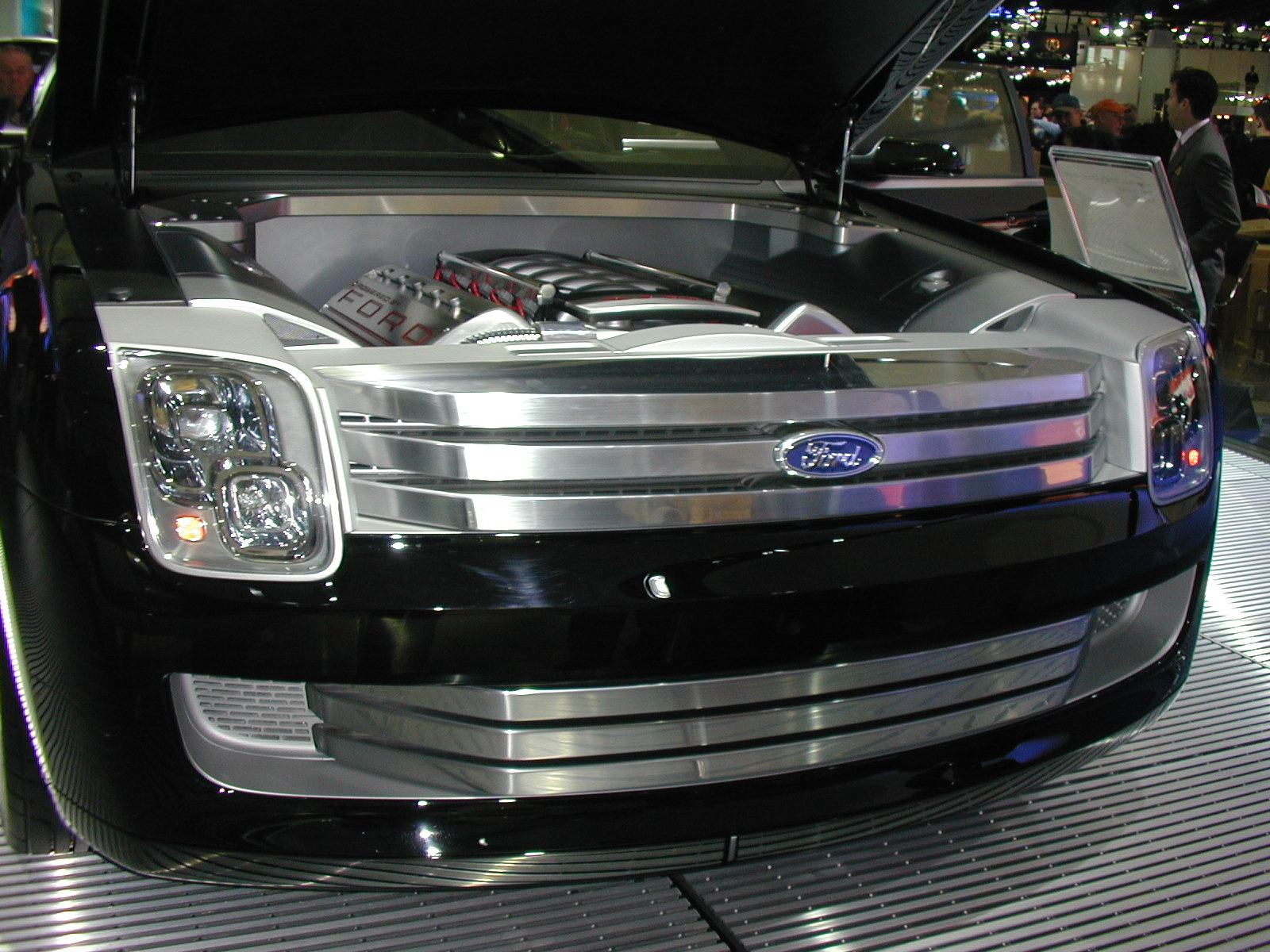
Ford 427 Concept, AutoWeek's Best Concept.
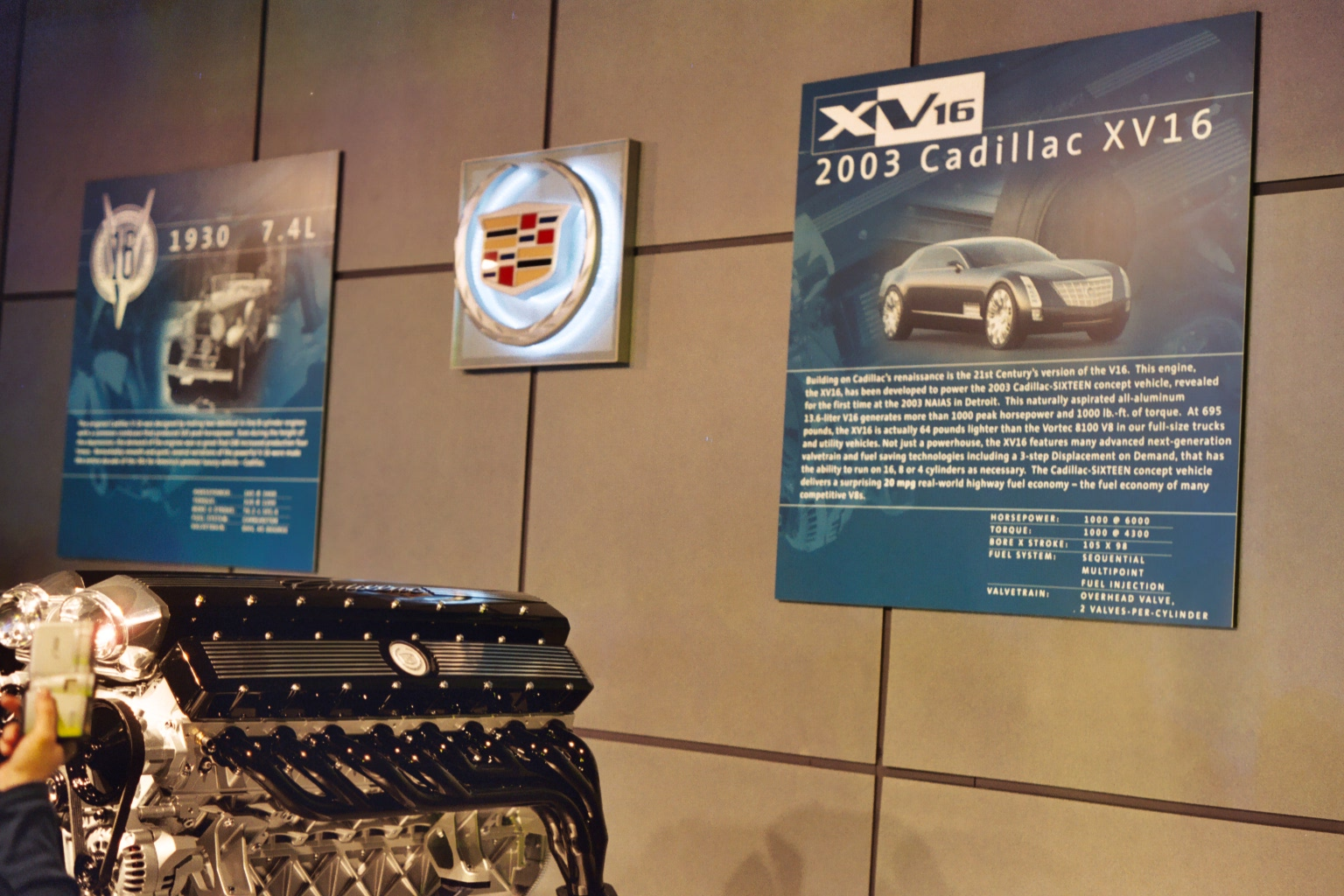
Exposition du moteur de la Cadillac Sixteen, AutoWeek's Best in Show.
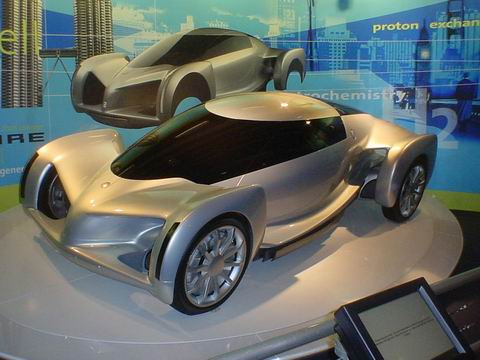
General Motors Hy-wire, 2003 North American Concept Vehicle of the Year.

## Allégations de performance

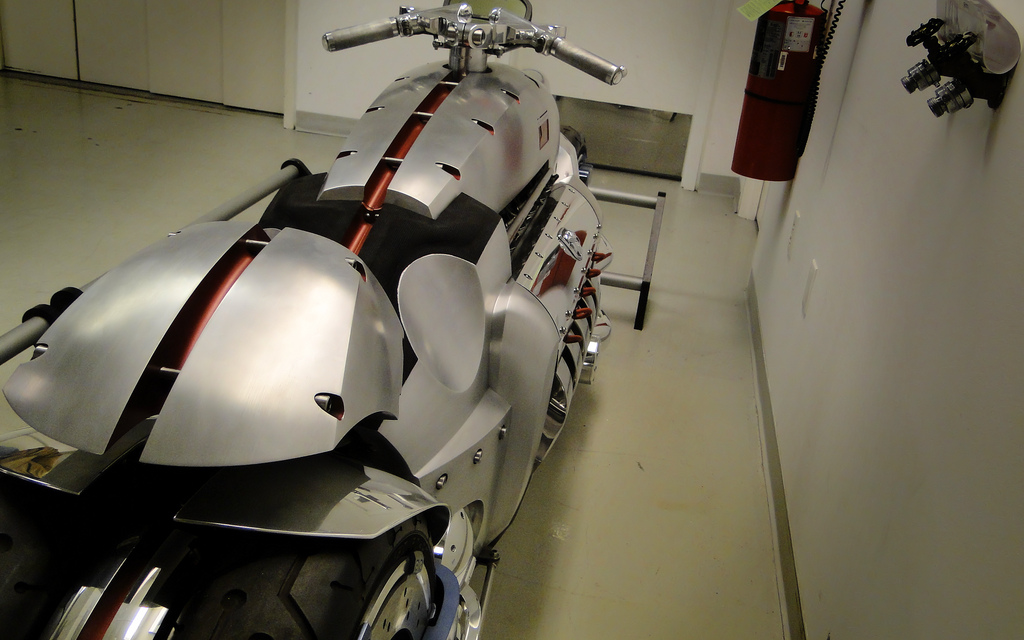
Capot arrière et dessus de Tomahawk en acier inoxydable, avec guidon relié à une tige verticale. Au musée Walter P. Chrysler, Michigan.

Introduite en 2003, la Tomahawk, unique en son genre, était opérationnelle et prête pour la route, mais pas entièrement testée sur route, et l'accélération et la vitesse de pointe n'ont pas été confirmées ; Dodge a décrit le véhicule à la fois comme une « sculpture automobile », destinée à être exposée uniquement, tout en disant qu'elle était « praticable »,. Les porte-paroles de DaimlerChrysler ont refusé les demandes de Popular Science de tester les performances de la Tomahawk, de parler aux pilotes d'essai de la société ou de partager les impressions de conduite de ces pilotes.

### Vitesse de pointe
DaimlerChrysler ainsi que des médias ont formulé des hypothèses sur la vitesse de pointe de la Tomahawk. Un représentant de Dodge a déclaré : « Si une Viper de 1 500 kg atteint 300 km/h, [cette moto] ira à 640 facilement. ». Le concepteur principal, Walters, qui était chargé du projet Tomahawk, a déclaré qu'il ne pensait pas que la vitesse annoncée de 640 km/h était possible, notant que la moto était conçue pour l'accélération, 400 km/h est à portée de main si la moto était adaptée pour la vitesse. La Millyard Viper V10 a également atteint 333 km/h avec la même puissance que la Tomahawk,.
Car and Driver, bien qu'enthousiasmé par « sans doute le concept le plus étrange, le plus cool et le plus exagéré de tous les temps », a exprimé « le doute que quiconque ait réellement essayé » d'atteindre 97 km/h en 2,5 s « ou sa vitesse de pointe estimée à plus de 483 km/h ». Phil Patton, du New York Times, a écrit : « En théorie, la Tomahawk peut « exploser » un départ arrêté jusqu'à 97 km/h en deux secondes et demie et atteindre 483 km/h. En pratique, depuis qu'Evel Knievel a pris sa retraite, il est difficile d'imaginer que quelqu'un veuille le prouver ». John Phillips, de Cycle World, a tourné en dérision les allégations de vitesse de pointe en disant qu'au Salon de l'auto de Détroit, « Cadillac a dévoilé son propre hymne à la surenchère à seulement 50 mètres - une berline de luxe avec un V16 [la Cadillac Sixteen] produisant 1 000 ch. Deux fois la sortie de la Tomahawk : »

« Ce qui signifie — du moins selon la logique amusante et compliquée de Dodge — que le moteur de la Cadillac pourrait propulser la moto à 1 287 km/h. »

### Nouvelles revendications de Dodge
Popular Science a déclaré que Dodge avait initialement annoncé que la vitesse de pointe de la Tomahawk était estimée à une vitesse théorique de 680 km/h), mais a ensuite révisé cette vitesse à la baisse à 480 km/h, et les porte-paroles n'ont pas répondu aux questions sur la manière dont cette estimation a été calculée. Motorcycle Consumer News a rapporté que les deux chiffres contradictoires, 483 et 676 km/h, ont en fait été publiés simultanément par Dodge, « sur la même page de presse ». Le communiqué de presse du 6 janvier 2003 de Dodge annonçant la Tomahawk et énumérant les spécifications indiquait qu'elle avait « une vitesse maximale potentielle de près de 644 km par heure » et indiquait également « Performance : 0-97 km/h : 2,5 secondes (est.) Vitesse maximale : 483 km/h (est.) ». Il a également déclaré : « C'est à la fois une sculpture qui peut être montée, ainsi qu'une déclaration audacieuse sur la culture des passionnés du groupe Chrysler et sa passion pour le design. ». Des communiqués de presse ultérieurs, en 2006 et en 2009, ont répété l'expression « une vitesse maximale potentielle de près de 644 km/h »,.

### Considérations aérodynamiques
Jeff Karr, dans le magazine Motorcyclist, était d'accord avec les commentaires du concepteur en chef, Mark Walters, selon lesquels peut-être 400 km/h étaient concevables, selon des calculs approximatifs suggérant que des motos avec beaucoup moins de traînée, comme la Suzuki Hayabusa et la Kawasaki ZX-12R, auraient besoin de l'ordre de 460 ch (340 kW) pour atteindre seulement 483 km/h, et ainsi la Tomahawk, avec au moins 50 % de traînée en plus que ces motos, devrait avoir au moins 700 ch (520 kW) pour atteindre même 480 km/h, étant donné que la traînée augmente avec le carré de la vitesse. Sans protection contre le souffle du vent et une position de conduite sûre, cependant, approcher même 320 km/h et encore moins 400 km/h, serait dangereux en raison de l'instabilité de la conception et du manque de toute disposition visant à empêcher la portance aérodynamique de tirer le motocycliste du siège,,. Dave Campos, pilote du record de vitesse sur terre en moto, doutait que la Tomahawk puisse atteindre 320 km/h, car à grande vitesse, le pilote serait « soulevé directement de la moto » sans carénage, et la direction à quatre roues pourrait également être un problème.
Joe Teresi, du magazine Easyriders (en), propriétaire de la moto streamliner du record de Campos, a déclaré que l'estimation de la vitesse maximale devait être basée uniquement sur la puissance et le rapport de transmission final, et ignoré les « facteurs critiques » de la zone frontale, du coefficient de traînée et de la résistance au roulement.

### Essai
Le porte-parole de Dodge, David Elshoff, a déclaré que la Tomahawk serait un jour emmenée pour une course au Bonneville Speedway, mais aucune tentative de ce genre n'a jamais été faite. Le chef de l'exploitation de Chrysler, Wolfgang Bernhard, a déclaré en 2003 que personne n'avait conduit la Tomahawk à une vitesse supérieure à 160 km/h. Dodge a refusé de tester la vitesse de pointe ou d'autoriser les tests avec un dynamomètre capable de simuler un test de vitesse de pointe, et personne n'est connu pour avoir tenté de conduire la Tomahawk à sa vitesse maximale,,. En 2003, une Tomahawk a été montée par Bud Bennett de RM Motorsports au Goodwood Festival of Speed, mais n'a pu terminer qu'une seule manche, et, selon lui,

« Tomahawk a « probablement » atteint 110 km/h. »

Bennett a déclaré que jusqu'à présent, seuls quatre coureurs avaient déjà conduit une Tomahawk.

## Caractéristiques
- Moteur V10 de Dodge Viper, à injection.
- 8 300 cm3, environ 500 ch à 5 600 tr/min.
- Couple : 712 N m à 4 200 tr/min.
- Poids : 680,4 kg.
- Châssis : structure en aluminium taillé dans la masse.
- Longueur : 2 642 mm.
- Deux roues avant (pneus Dunlop spéciaux en 120/60) et deux roues arrière (pneus 150/50).
- Freinage assuré par des double-disques de 508 mm, étriers 4 pistons pour chaque roue.

## Réception critique
La plupart des médias motocyclistes, automobiles et scientifiques ont accueilli la Tomahawk avec des blagues et des sarcasmes sur la Tomahawk, comme AutoWeek suggérant que quiconque chevauchant la Tomahawk était un candidat au Darwin Award, et un livre de 2015 l'appelant « le plus étrange » des véhicules Dodge de 2003 et « l'un des concepts les plus dingues de Chrysler ». Cependant, Glynn Kerr, concepteur indépendant de motos et chroniqueur de Motorcycle Consumer News, a rédigé une analyse qui l'a prise au sérieux et l'a critiquée comme une « vraie » moto. Kerr a décrit les revendications de vitesse de pointe de Dodge comme le travail de « spin doctorants », mais a déclaré que des « singeries à grande vitesse » seraient « moins que convaincantes », combinées à l'incapacité de fournir une nécessité évidente d'un carénage pour une véritable moto de grande vitesse, ou un réservoir de carburant assez grand pour fournir une autonomie de plus de 80 km, correspondaient à plusieurs indicateurs dans la conception de l'insouciance et de la paresse. Kerr a appelé à reprocher aux concepteurs de voitures leur manque de curiosité quant aux principes de base de la conception de motos, affirmant qu'ils étaient « déçus » par le défi. Il a déclaré que la Tomahawk « illustre comment l'industrie automobile considère les motos comme une forme moindre de sa propre discipline » et « se sent donc tout à fait qualifié pour en dessiner une chaque fois qu'elle est à court d'idées pour les voitures de sport ».

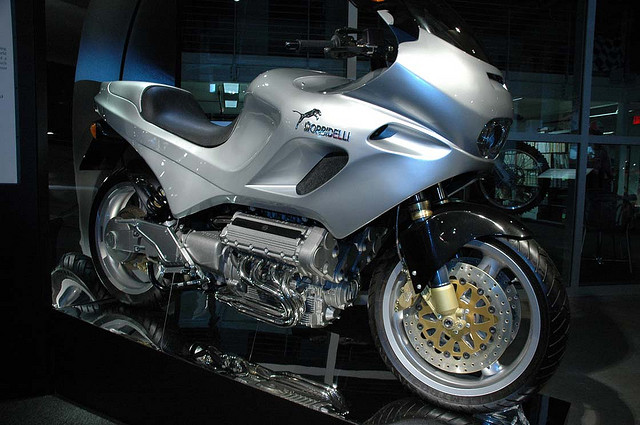
Le design de la Morbidelli V8 a été critiqué par Glynn Kerr, comme le Tomahawk, pour avoir ignoré les règles spécifiques générales du dessin des motos.

Kerr a blâmé ce mépris des règles de conception de moto par l'utilisation de « carrosserie trop simplifiée » sur la Pininfarina Morbidelli V8, que la Tomahawk a au moins évité, tout en « manquant encore le point sur les motos ». L'indécision entre la fabrication d'une moto de sport ou d'une cruiser a conduit à l'ergonomie inconfortable d'une moto de dragster, mais cela n'avait pas d'importance car la Tomahawk n'était « pas destinée à être prise au sérieuse », malgré l'intention de produire une production limitée. S'il a trouvé la forme de base « pas désagréable », le manque de sérieux a conduit à un résultat inachevé, soulignant le manque d'harmonisation dans les deux prises d'air dynamique et l'utilisation « incongrue » d'une tige verticale rétro unique plantée dans le réservoir de carburant dans un design autrement futuriste. Kerr reconnaît que DaimlerChrysler ne « se soucie pas » du point de vue de l'industrie de la moto, parce que la Tomahawk a réussi dans son objectif réel, « créant une fureur toute-puissante dans le monde automobile ».
Jeff Karr du magazine Motorcyclist a spéculé sur l'ennui d'avoir conçu trop de concept car extravagantes, en particulier avec l'histoire de DaimlerChrysler de faire de l'inattendu, a donné envie aux concepteurs de le faire pour « l'indignation pure de l'exercice », créant « une machine si résolument diabolique, qu'elle a des morceaux de V-Max dans sa selle », « la moto pour dur à cuir ultime ». Karr était positif à propos de l'apparence « à la fois futuriste et nostalgique » où Glynn Kerr voyait de l'indécision,.
En réponse à la suggestion de l'écrivain automobile Stephan Wilkinson, selon laquelle la Tomahawk était « essentiellement sans valeur » en tant que « véhicule utilisable », Alan Mudd de Design Continuum n'était pas d'accord. Mudd a dit qu'elle « a montré au public que Chrysler est composé d'un groupe de passionnés. Même s'il s'agit d'un rêve d'adolescent, elle a de la valeur, car elle indique au consommateur que Chrysler est pleine de gens excités et créatifs qui veulent juste essayer de nouvelles choses formidables ». Lars Erik Lundin du Volvo's Concept Center en Californie a déclaré : « Il n'y a absolument aucun risque que Volvo fasse une telle folie », ajoutant que de tels essors de fantaisie « suscitent les attentes des gens », notant que Volvo a montré une voiture hybride en 1992 mais n'a pas réussi à en livrer une, même douze ans plus tard. Le designer et chroniqueur automobile de GM, Robert Cumberford, a convenu que laisser les consommateurs déçus était un risque, notant que le public adorait le concept Range Stormer, créant une panique chez Land Rover alors qu'ils n'avaient rien d'aussi « fou » à vendre. Wilkinson a déclaré que les concepts cars servent moins aujourd'hui de plates-formes pour introduire de nouvelles technologies, telles que les vitres électriques, les lumières LED, les commandes vocales ou les écrans d'affichage du trafic, et sont plutôt des outils de marketing et des exercices de style.
Le New York Times a demandé à diverses sommités de l'industrie automobile de choisir des modèles parmi leurs concurrents au Salon de l'auto de Détroit 2003, y compris Jin Kim du Calty Design Research de Toyota, qui a choisi la Cadillac Sixteen, la Dodge Kahuna et la Tomahawk, en disant : « le fait qu'ils aient eu le courage de mettre cette chose sur le plateau tournant, vous devez leur donner du crédit. C'est presque une icône de l'histoire automobile américaine, la puissance brute et l'adrénaline pure. Le tout semblait avoir été usiné et fraisé dans un bloc de métal brut. Cela ressemblait à quelque chose que vous verriez dans un film futuriste ». Camilo Pardo de Ford, concepteur en chef de la Ford GT, a également choisi la Sixteen et la Tomahawk, en disant : « Je voudrais leur donner beaucoup de crédit pour avoir expérimenté un véhicule complètement en dehors de leurs catégories. C'était courageux et j'ai trouvé que l'exécution était vraiment bien faite, très mature. C'est une belle pièce, et j'adorerais l'avoir dans un salon comme une œuvre d'art ». Eric Stoddard de Hyundai-Kia a convenu que « il[s] présente l'idée qu'ils n'ont pas peur d'essayer quoi que ce soit, même une moto à moteur V10 de la Viper »